# Tom Irwin (actor)
Tom Irwin (nacido el 1 de junio de 1956) es un actor de cine, televisión y teatro estadounidense. Irwin es conocido por sus papeles como Adrian Powell en la serie de comedia y drama Devious Maids de Lifetime y como Graham Chase en el drama de mediados de la década de 1990 My So-Called Life.

## Temprana edad y educación
Nacido en Peoria, Illinois, Irwin se graduó de la Universidad Estatal de Illinois en Normal, Illinois. Se unió a Steppenwolf Theatre Company en 1979, donde actuó junto a Laurie Metcalf, John Malkovich, Joan Allen y Gary Sinise.

## Carrera
Irwin ha formado parte del cuerpo docente de la Escuela de Teatro de la Universidad DePaul y del Columbia College Chicago. Es instructor de clase en Steppenwolf Theatre Company West School of Drama en Los Ángeles. Ha aparecido en más de treinta producciones de Steppenwolf y ganó un premio Joseph Jefferson por su interpretación de Tom en la producción de Steppenwolf The Glass Menagerie.
Su primer papel protagónico en televisión fue en 1991, en la efímera serie de televisión de ABC, My Life and Times. Interpretó a Graham Chase, el padre de voz suave en la serie de televisión de ABC de 1994 My So-Called Life. Ha tenido numerosas apariciones en televisión, incluyendo Ángel, ER y Lost. Tuvo un papel regular en la serie de televisión Saving Grace durante tres temporadas, a partir de 2007. Hizo su debut en Broadway en 1990 en The Grapes of Wrath.. Irwin, quien también ha aparecido en varios papeles en películas, vive en Los Ángeles, California . En 2002 interpretó el papel de Gerry en la producción del West End de Londres de Up for Grabs con Madonna . En 1999 protagonizó No Higher Love , con Katey Sagal y Annabeth Gish , sobre una mujer con una enfermedad terminal que elige a alguien para que la sustituya como esposa y madre.
De 2013 a 2016, Irwin actuó junto a Rebecca Wisocky en las cuatro temporadas que se produjeron de la serie de comedia dramática de televisión Lifetime Devious Maids.

## Filmografía
- Vital Signs (1986) (TV) como Dr. #2
- Crime Story como Mayor Billy Haynes (1 episodio, 1986)
- Jack and Mike como Hogan (1 episodio, 1987)
- Light of Day (1987) como Reverend Ansley
- Midnight Run (1988) como FBI Agent Perry
- China Beach como Bellows (1 episodio, 1989)
- In the Best Interest of the Child (1990) (TV) como Frank
- To My Daughter (1990) (TV) como Mark Sheridan
- Men Don't Leave (1990) as Gary
- My Life and Times como Ben Miller (6 episodios, 1991)
- Deceived (1991) como Harvey
- Ladykiller (1992) (TV) como Vinnie
- Country Estates (1993) (TV) como Sam Reed
- Mr. Jones (1993) como Dr. Patrick Shaye
- Nurses on the Line: The Crash of Flight 7 (1993) (TV) como Eddie
- Without Consent (1994) (TV) como Robert Mills
- My So-Called Life como Graham Chase (19 episodios, 1994-1995)
- Innocent Victims (1996) (TV) como Jerry Beaver
- A Step Toward Tomorrow (1996) como Dr. Decker
- My Very Best Friend (1996) (TV) como Alex
- Holiday Affair (1996) (TV) como Paul Davis
- When Husbands Cheat (1998) (TV) como Craig McCall
- In Quiet Night (1998) como Dr. Leonard Wolcott
- The Girl Next Door (1998) (TV) como Craig Mitchell
- God's New Plan (1999) (TV) como Brian Young
- The Haunting (1999) como Lou
- The Sky's on Fire (1999) (TV) como Dr. Aaron Schiffren
- The Outer Limits como Dr. Ian Michaels (1 episodio, 1999)
- The Sandy Bottom Orchestra (2000) (TV) como Norman Green
- Touched by an Angel como Will Harris (1 episodio, 2001)
- The Division como FBI Agent Aubrey Harrick (1 episodio, 2001)
- Frasier como Frank (1 episodio, 2001)
- Snow White: The Fairest of Them All (2001) (TV) como John
- CSI: Crime Scene Investigation como Roy Logan (1 episodio, 2002)
- Ángel como Elliot (1 episodio, 2002)
- Without a Trace como Barry Mashburn (2 episodios, 2003)
- Miracles como Larry Kettridge (1 episode, 2003)
- 21 Grams (2003) como Dr. Jones
- Exposed (2003) como Parsons, Erik
- ER como Gabriel Milner (1 episodio, 2005)
- Numb3rs como Dr. Stephen Atwood (1 episodio, 2005)
- Judging Amy como Oliver Cecil (1 episodio, 2005)
- The Closer como Congressman Hilton (1 episodio, 2005)
- Reunion como Mr. Noll (1 episodio, 2005)
- Ghost Whisperer como Steve Harper (1 episode, 2005)
- 7th Heaven como Rob (1 episodio, 2005)
- Related como Joe Sorelli (13 episodios, 2005-2006)
- Fool Me Once (2006) como Donald
- Who You Know (2007) como Karl
- Private Practice como Father Mark (1 episodio, 2007)
- Danny Fricke (2008) (TV) como Gary Stockwell
- Marley & Me (2008) como Dr. Sherman
- Eli Stone como Judge Gaitin (1 episodio, 2008)
- 24 como John Brunner (1 episodio, 2009)
- Timer (2009) como Paul Depaul
- Lost como Dan Norton (2 episodios, 2009)
- Saving Grace como Father John Hanadarko (19 episodes, 2007-2010)
- Privileged (2010) como Mr. Carrington
- Grey's Anatomy como Marty Hancock (3 episodios, 2010-2011)
- Castle como Simon Campbell (1 episodio, 2011)
- The Chicago Code como Ted Langley (1 episodio, 2011)
- Law & Order: Special Victims Unit como Jerry Bullard (1 episodio, temporada 12 episodio 19 "Bombshell") y como Roger Briggs (1 episodio, temporada 24 episodio "Bend the Law")
- The Bling Ring (2011) (TV) como Detective Archie Fishman
- Least Among Saints (2012) como Dr. Joseph Hunter
- House of Lies como Matt (1 episodio, 2012)
- Devious Maids como Adrian Powell (2013-2016)
- Criminal Minds como Sgt. Joe Mahaffey (1 episodio, 2013)
- Chasing Life como Thomas Carver (2014-2015)
- How to Get Away with Murder como Spivey (1 episodio, temporada 4, 2018)
- The Morning Show como Fred Micklen (10 episodios, 2019)